# 原田幸子
原田 幸子（はらだ ゆきこ、1973年〈昭和48年〉12月26日 - ）は、日本のアナウンサー、司会者。
アドバンス社所属。

## 来歴
石川県金沢市出身。早稲田大学人間科学部卒業。
1996年に福島テレビへ入社。夕方の報道番組を中心に活躍してきた。2000年、第16回FNSアナウンス大賞グランプリを受賞。
2005年春改編で『Lばんスーパーニュース』がリニューアルするのに伴い、産休に入ったが、FNS26時間テレビが始まる頃から復帰した。
2011年7月、第二子を妊娠しており、出産・育児に専念と東京電力福島第一原発事故を契機に故郷である石川県金沢市に避難するため福島テレビを退職。。その後はイベント司会、ラジオ番組、音訳ボランティア養成・学校教員向け話し方講座、石川県高文研セミナーにおいて高校放送部員に対してのアナウンス・朗読技術指導講師を務める。

## 出演

### 福島テレビ
- Lばんスーパーニュース（2003年3月31日 - 2005年3月31日）ニュースキャスター
  - 同（金曜中継時）
- うつくしま情報局（2007年4月1日 - 2008年3月30日）
- FTVスーパーニュース FNN（ニュースキャスター、2000年4月3日 - 2001年3月29日までは月曜日 - 木曜日担当、2001年4月2日 - 2003年3月28日までは月曜日 - 金曜日担当）[2]
- FNN FTVスーパーニュース テレポート（ニュースキャスター、1998年3月30日 - 1999年10月1日まで月曜日 - 金曜日担当、1999年10月4日 - 2000年3月30日までは月曜日 - 木曜日担当、また代理として平日・金曜のキャスターを務めることがあった）
- FNN FTVニュース555 テレポート ザ・ヒューマン（ニュースキャスター、金曜日・土曜日担当）
- FNN FTVテレポート（ニュースキャスター、金曜日・土曜日担当）
- FTVスーパーニュース（金・土曜メインキャスター）
- FNNスピーク 土曜ローカルニュース（隔週担当）

その他にも、定時ニュースを担当することもあった。

### フリー
- ラジパラw（2017年3月18日 - 2018年3月31日、北陸放送）アシスタント
- おいね★どいね（2021年3月31日 - 、北陸放送）水曜パーソナリティ[6]
- あさ☀ダッシュ!（2020年11月3日、2021年3月31日 - 北陸放送）2020年11月3日は冨優香子の休暇に伴う代打出演、2021年度より水曜・木曜パーソナリティー
- 辻口博啓プレゼンツ アトリエアッシュ（ラジオななお）